# Jurovský les
Jurovský les je přírodní rezervace v oblasti Dunajské luhy.
Nachází se v okrese Dunajská Streda v Trnavském kraji. Území bylo vyhlášeno či novelizováno v roce 1993 na rozloze 2,1369 ha. Ochranné pásmo nebylo stanoveno.